# She Was Hot
"She Was Hot" er en sang fra det engelske rock ‘n’ roll band The Rolling Stones, der stammer fra deres 1983 album Undercover.
Indspilningerne til ”She Was Hot” begyndte sent i 1982. Sangen blev skrevet af Mick Jagger og Keith Richards, mens bandet var på turne. Teksten nævner nogle amerikanske byer som for eksempel:
| Citat | New York was cold and damp… ‘'. | Citat |
|       |                                 |       |

| Citat | … Detroit was smoky grey… ‘'. | Citat |
|       |                               |       |

Sangen er bemærkelsesværdig, da både den originale Stones-pianist, Ian Stewart, og hans efterfølger, Chuck Leavell, spillede på sangen. Derudover medvirkede kun The Rolling Stones på nummeret. Jagger sang, mens Richards og Ron Wood spillede de elektriske guitarer. Charlie Watts og Bill Wyman spillede henholdsvis trommer og bas .
”She Was Hot” blev udgivet som den anden single fra albummet den 24. januar 1984. Sangen fik ikke større succes, da den kun blev nummer 44. på de amerikanske hitlister og nummer 42. på de engelske. En video blev lavet med Anita Morris, der forfører hvert enkelt medlem af bandet. 
B-siden var "I Think I'm Going Mad", en sang, der var blevet til overs fra Emotional Rescue indspilningerne.

### Fodnote
1. ↑  She Was Hot – Lyrics
2. ↑  She Was Hot by The Rolling Stones Songfacts